# Nicole Beukers
Nicole Beukers (Leiderdorp, 7 de octubre de 1990) es una deportista neerlandesa que compite en remo.
Participó en dos Juegos Olímpicos de Verano, obteniendo una medalla de plata en Río de Janeiro 2016, en la prueba de cuatro scull, y el sexto lugar en Tokio 2020, en la misma prueba.
Ganó cuatro medallas en el Campeonato Mundial de Remo entre los años 2015 y 2019, y siete medallas en el Campeonato Europeo de Remo entre los años 2013 y 2021.

## Palmarés internacional
| Juegos Olímpicos   | Juegos Olímpicos          | Juegos Olímpicos  | Juegos Olímpicos |
| Año                | Lugar                     | Medalla           | Prueba           |
| ------------------ | ------------------------- | ----------------- | ---------------- |
| 2016               | Río de Janeiro (Brasil)   | Medalla de plata  | Cuatro scull     |
| Campeonato Mundial |                           |                   |                  |
| Año                | Lugar                     | Medalla           | Prueba           |
| 2015               | Aiguebelette (Francia)    | Medalla de bronce | Cuatro scull     |
| 2017               | Sarasota (Estados Unidos) | Medalla de oro    | Cuatro scull     |
| 2018               | Plovdiv (Bulgaria)        | Medalla de bronce | Cuatro scull     |
| 2019               | Ottensheim (Austria)      | Medalla de bronce | Cuatro scull     |
| Campeonato Europeo |                           |                   |                  |
| Año                | Lugar                     | Medalla           | Prueba           |
| 2013               | Sevilla (España)          | Medalla de plata  | Cuatro scull     |
| 2014               | Belgrado (Serbia)         | Medalla de bronce | Doble scull      |
| 2015               | Poznań (Polonia)          | Medalla de plata  | Cuatro scull     |
| 2017               | Račice (República Checa)  | Medalla de plata  | Cuatro scull     |
| 2018               | Glasgow (Reino Unido)     | Medalla de bronce | Cuatro scull     |
| 2020               | Poznań (Polonia)          | Medalla de oro    | Cuatro scull     |
| 2021               | Varese (Italia)           | Medalla de oro    | Cuatro scull     |